# Banxi, Chongqing
Banxi (kinesiska: 板溪) är en köping i sydvästra Kina. Den ligger i häradet Youyang i storstadsområdet Chongqing, omkring 240 kilometer sydost om det centrala stadsdistriktet Yuzhong. Antalet invånare är 11 164. Befolkningen består av 5 226 kvinnor och 5 938 män. Barn under 15 år utgör 24,0 %, vuxna 15-64 år 64 %, och äldre över 65 år 11,0 %.